# Енгълуд
 Тази статия е за града в Колорадо, САЩ.  За града в Ню Джърси вижте Енгълуд (Ню Джърси).  
Енгълуд (на английски: Englewood) е град в окръг Арапахо, щата Колорадо, САЩ. Енгълуд е с население от 34 407 жители (2017) и обща площ от 17,1 km². Намира се на 1637 m надморска височина. ЗИП кодът му е 80110 & 80113, 80150 & 80151 & 80155, а телефонният му код е 303, 720.